# Suy tuyến cận giáp giả
Suy tuyến cận giáp giả (Pseudopseudohypoparathyroidism) là một rối loạn di truyền, được đặt tên cho sự giống nhau về triệu chứng của nó với pseudohypoparathyroidathy. Nó gần giống bệnh teo xương di truyền Albright hơn mặc dù không có sự đề kháng của hormone tuyến cận giáp thường thấy trong cơn đau đó. Thuật ngữ suy tuyến cận giáp giả được sử dụng để mô tả một tình trạng trong đó cá nhân có sự xuất hiện kiểu hình của pseudohypoparathyroidism loại 1a, nhưng (không ngờ cho kiểu hình này) các phòng thí nghiệm bình thường bao gồm calci và PTH.
Nó có thể được coi là một biến thể của chứng loạn dưỡng xương di truyền Albright, hoặc pseudohypoparathyroidism loại 1a, vì chúng có cùng một loạt của các dấu hiệu và triệu chứng, bao gồm tầm vóc ngắn, brachydactyly, vôi hóa dưới da và béo phì.